# Alessandro Lanfredini
Pour les articles homonymes, voir Lanfredini.
Alessandro Lanfredini, né le 1er novembre 1826 à Florence et mort le 19 mai 1900 à Sienne, est un peintre italien de la période romantique, représentant principalement des scènes de genre et des événements menant à l'indépendance italienne.

## Biographie
Il est né à Florence d'un artisan du fer et  commence ses études en 1838 à l'Académie des Beaux-Arts de Florence, étudiant le dessin et la sculpture, mais passe en 1847 à la peinture. Il  étudie avec Giuseppe Bezzuoli puis Enrico Pollastrini. En 1844-1850, il reçoit divers prix pour ses créations.
Il participe très tôt aux rencontres d'artistes au Caffè Michelangiolo de Florence. Telemaco Signorini le décrit comme plutôt sévère dans ses penchants jacobins démocratiques. En 1848, il rejoint divers autres artistes idéalistes tels que Stefano Ussi, Silvestro Lega, Serafino De Tivoli et Angiolo Tricca, dans le bataillon toscan qui combat aux batailles de Curtatone et Montanara. Nombre de ses peintures ultérieures dépeignent des sujets patriotiques de cette époque mouvementée. En 1865, il est nommé directeur de l'Accademia di belle arti de Pise et conservateur des galeries de la ville. Cependant, l'académie devient rapidement un mécène plutôt rigide de l'art. Lanfredini participe à diverses commissions pour la préservation des antiquités. Il gagne en popularité en tant que portraitiste, tant pour les habitants que pour les touristes. Un portrait de Lanfredini par Giovanni Boldini est exposé dans la collection Grieco à Gênes.